# Elisabetta Catalano
Elisabetta Catalano (Roma, 1941 – Roma, 4 gennaio 2015) è stata una fotografa italiana. È considerata una delle migliori fotografe italiane di sempre.

## Biografia

### Primi anni
Elisabetta Catalano, come molti artisti suoi coetanei, attratta dalla seduzione del mondo del cinema, iniziò a frequentarne i set ricoprendo piccole parti: l'esordio come fotografa fu sul set del film 8½ del regista Federico Fellini nel 1963 nel quale recitò anche come comparsa, ricoprendo il ruolo della sorella dell'attriceAnouk Aimée. Nelle pause fra le riprese sul set scattò fotografie con una vecchia fotocamera del padre. Queste foto suscitarono l'interesse del Regista che la chiamò a fotografare ancora i set dei suoi film Prova d'orchestra e La voce della Luna; alcuni dei suoi scatti furono pubblicati su L'Espresso e su Il Mondo.

### Il successo
Ben presto la fotografia monopolizzò i suoi interessi artistici portandola a immortalare artisti suoi amici e personaggi del fermento culturale di quegli anni quali Mario Schifano, Franco Angeli, Tano Festa, Cesare Tacchi, Renato Mambor, Titina Maselli, Mario Merz e sua moglie Marisa, Pino Pascali, Mario Ceroli, Alighiero Boetti, Achille Bonito Oliva, Graziella Lonardi Buontempo, Vettor Pisani, Fabio Mauri, Piero Sartogo, Mimmo Rotella, Michelangelo Pistoletto, Maurizio Mochetti e Gino De Dominicis. Sono di questi anni gli scatti di Andy Warhol in posa con Monica Vitti e Dacia Maraini che furono esposti nella sua prima mostra Vitalità del negativo nel 1970 al Palazzo delle Esposizioni.
Nel 1971 collabora sia con la prestigiosa rivista statunitense Vogue, a New York, sia con la versione francese della rivista, a Parigi.
È del 1973 la sua prima personale organizzata a Roma e poi a Milano dal titolo Uomini 1973. Alcune delle foto da lei scattate ad artisti, furono incluse nelle opere degli artisti stessi: è il caso dei ritratti di Tacchi, di Rotella, di Mochetti, Pistoletto e di De Dominicis. Federico Fellini posò varie volte nel suo studio per la fotografa e alcuni di questi ritratti saranno selezionati per le copertine dei suoi libri. Le sue foto furono pubblicate su numerosi periodici, oltre ai già ricordati L'Espresso e Il Mondo, anche su Vogue Italia, l'Almanacco letterario Bompiani e, all'estero, nuovamente per l’edizione statunitense e francese di Vogue.
Nel 1975 pubblicò il libro fotografico Retrò, con testi di Goffredo Parise e Alberto Moravia. Nel 1980 fu autrice di un cortometraggio su Jacques Henri Lartigue e partecipò alla mostra Rome-Paris-Rome, svoltasi nella capitale francese, incentrata sulla cultura transalpina.

### Morte
La fotografa è morta nella sua Roma il 4 gennaio 2015 dopo una lunga malattia.

## Mostre
Negli anni Novanta e Duemila è stata protagonista di numerose esposizioni, tra le quali:
- Ritratti, 1992, Roma, Galleria nazionale d'arte moderna
- Federico Fellini, 1994, New York, Galleria dell'istituto italiano di cultura
- Gente di cinema, 2004, Roma, Galleria Moncada
- Volti: ritratti dalle collezioni, 2005, Cinisello Balsamo, Museo della fotografia contemporanea
- Le fotografie, 2005, Torino, Galleria d'Arte Moderna